# 1374 Isora
1374 Isora (1935 UA) là một tiểu hành tinh bay qua Sao Hỏa được phát hiện ngày 21 tháng 10 năm 1935 bởi Delporte, E. ở Uccle.